# Историја BMW-а
BMW AG је настао од три друге компаније-произвођача, Rapp Motorenwerke и Bayerische Flugzeugwerke (BFw) у Баварској, и Fahrzeugfabrik Eisenach у Тирингији. Компанија је данас позната као BMW или Bayerische Motoren Werke. Произвођач авиомотра Rapp Motorenwerke постао је Bayerische Motorenwerke 1916. године. Произвођач мотора, који је правио власничке индустријске моторе након Првог светског рата, потом је купљен од власника BFw-а који је потом спојио BFw у BMW и преместио радове на моторима у погоне BFw-а. BFw се побољшао у производњи мотоцикала доласком BMW-а, што је постао интегрални део њиховог посла.
Првобитни производи су изложени 1922. године у погону у Минхену. Ови сувенири нису били намењени за продају. Историјска изложба је организована 1966. године. BMW је постао произвођач аутомобила 1929. године, када је купио Fahrzeugfabrik Eisenach, који је у то време радио Остин седмице под лиценцом под марком Dixi. BMW-ов тим инжењера је прогресивно развија аутомобиле од малих на поменутој седмици базираних аута у шестоцилиндричне луксузне аутомобиле; године 1936, почео је да производи спортски аутомобил BMW 328. Авиомотори, мотоцикли и аутомобили били су главни производи BMW-а до Другог светског рата. Током рата, противно жељама директора Франца Јозефа Рапа, BMW се концентрисао на производњу авиомотора — остављајући мотоцикле по страни и заустављајући производњу аутомобила.
Након рата, BMW је преживео правећи лонце, таве и бицикла до 1948; тада је поново почео да прави моторе. У међувремену, BMW-ова фабрика у Ајзенаху потпала је под совјстску окупациону зону, а совјету су почели да поново праве предратне BMW мотоцикле и аутомобиле. Овако се наставило до 1955, након чега је производња концентрисана на аутомобиле засноване на предратним дизајнима DKW. BMW је почеоо да прави аута у Баварској 1952. — с луксузним салоном BMW 501. Продаја њихових луксузних салона била је премала да би била профитабилна, тако да је BMW ово морао да надокнади; — почели су да праве изете под лиценцом. Спора продаја луксузних аутомобила и мали профит од микроаута навео је одбор BMW-а да размисли о продају операције Дајмлер-Бенцу. Међутим, Херберт Квант је био уверен у купњу и контролу BMW-а па је инвестирао за његову будућност.
Квантова инвестиција, заједно уз профите од модела BMW 700, довела је до настанка Neue Classe и E3 модела. Ови нови производи, уз преузимање фирме Hans Glas GmbH, пружили су BMW-у сигуран ослонац за проширење. BMW је растао све док није купио Ровер групу за бренд Мини, након чега је продао Финикс групи; добио је лиценцу да прави аутомобиле под марком Ролс-Ројс.